# Adelphicos latifasciatum
Adelphicos latifasciatum е вид влечуго от семейство Смокообразни (Colubridae).

## Разпространение
Видът е разпространен в Мексико.